# 卵巢纤维瘤

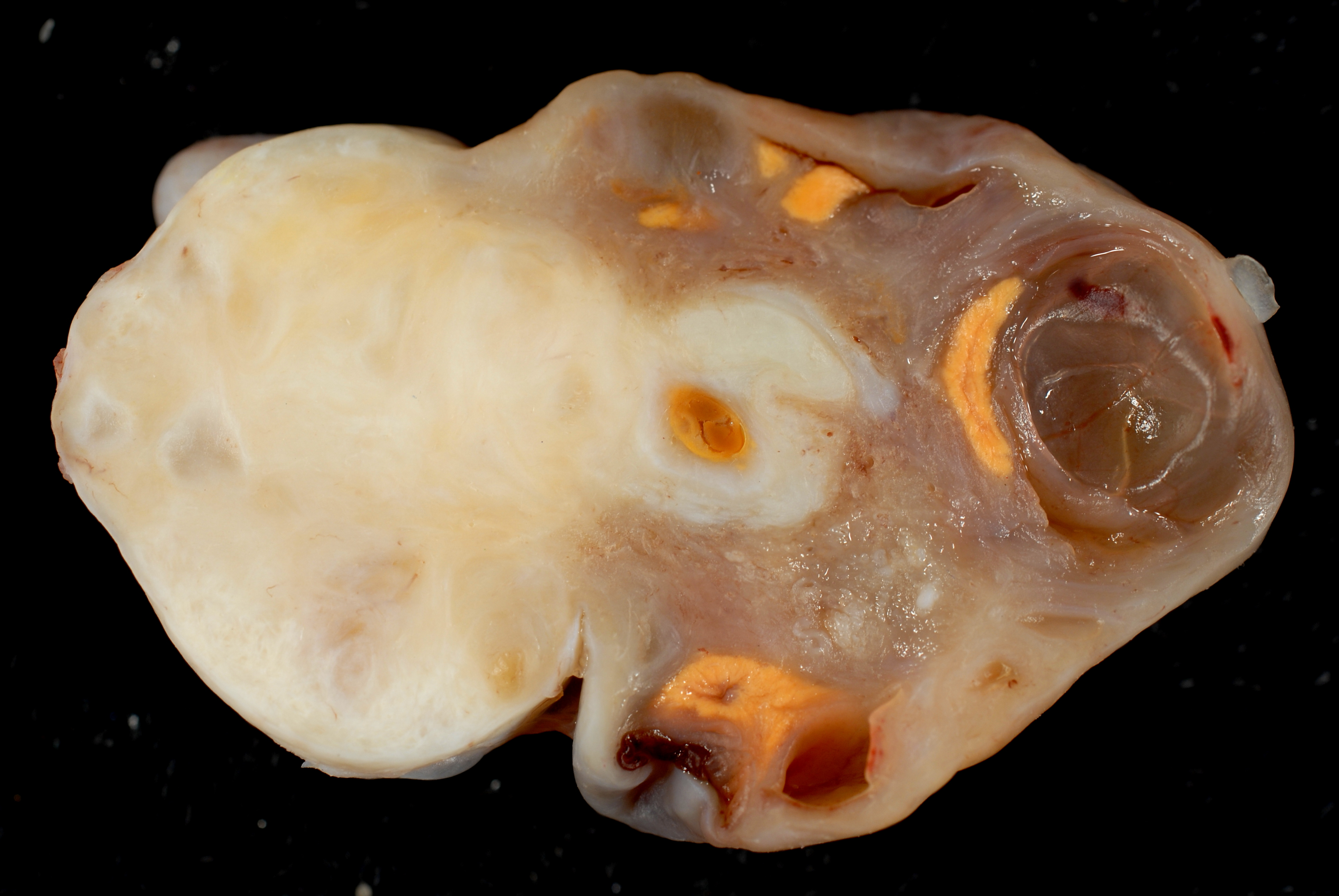
左侧白色部位为卵巢纤维瘤

卵巢纤维瘤（英語：ovarian fibroma），是一类纤维瘤，也是一类良性性腺间质肿瘤。
卵巢纤维瘤占全部卵巢肿瘤的4%，它易发于停经期前症候和绝经后期，平均患病年龄是52岁，而且极少出现于儿童。最初是无症状的，如果存在，最常见症状是腹痛。
大体病理学上，肿瘤呈实性、白色或棕褐色。在显微镜观察下，肿瘤包裹着梭形细胞，其产生胶原蛋白。它还包括有泡膜细胞瘤状的领域（纤维卵泡膜瘤），这些病症有时会引发卵巢扭转。

## 症状
通过超声波诊断可以发现实性卵巢肿瘤，有时它是混合型的，包含实性和囊性物质。计算机断层扫描和核磁共振成像也可以用于诊断纤维瘤。此外根据实验显示，28%的患者在肿瘤标记物CA 125有提升。

## 治疗
通常的方式是手术切除。手术存在的风险包括肿瘤成为恶性癌症，以及卵巢扭转情况；但稳定的良性肿瘤是可以通过手术切除治疗康复。
伴有水肿的变体可能与麦格综合征有关，它也可能是痣样基底细胞癌综合征的一部分。